# Rruga shtetërore SH32
Die Rruga shtetërore SH32 (albanisch für Staatsstraße SH32) ist eine Nationalstraße in Albanien. Sie führt von der SH1 am westlichen Ortsrand von Lezha nach Shëngjin am Adriatischen Meer. Ihre Gesamtlänge beträgt 6,5 Kilometer.
Die Straße ist die einzige Verbindung zum Badeort Shëngjin, wo sich auch ein kleiner Hafen befindet.